# Просяннікова Катерина Василівна
Просяннікова Катерина Василівна (при нар. Оніщук Катерина Василівна; 27 березня 1985, Вінниця) — українська модель, підприємець. Учасниця конкурсу Mrs. Globe 2014, на якому отримала титул Місіс Року 2014. 

## Біографія
Катерина Просяннікова народилася 27 березня 1985 року у місті Вінниця. Навчалася у гімназії № 23 та закінчила Вінницький Торговельно-Економічний Інститут зі спеціальністю «Менеджмент організацій»[ангажоване джерело]. З 15 років батьки разом з братом переїжджають до Португалії, і Катерина змушена жити сама. У 17 років вона знайомиться із її майбутнім чоловіком — Просянніковим Юрієм. 18 червня 2005 року вони зіграли весілля. Менше аніж через півроку Катерина народжує свого першого сина — Дмитра. Через 2 роки закінчує інститут і ще через рік, у 2008 році, народжує другого сина — Олександра. У 2010 році співзаснує Заміський клуб сімейного відпочинку «Com@rovo» разом зі своїм чоловіком. У 2017 році народжує третього сина — Кирила.

## Кар'єра
Просяннікова Катерина двічі брала участь у конкурсі Міс Вінниця та у 2001 році виборола титул Віце-міс.
З 18 років викладає у модельній школі, а свою власну модельну агенцію створила вже після народження другої дитини:
|  | На той час я була однією з небагатьох людей у Вінниці, хто міг навчити. Моя бабуся понад 50 років пропрацювала в освіті, і я, виявляється, успадкувала її здібності викладача. Ще коли я працювала моделлю, я допомагала готувати покази, а вже після народження другого сина я офіційно відкрила свою агенцію. |

У 2014 році представляла Україну на міжнародному конкурсі Mrs. Globe 2014 на якому отримала титул Місіс Року 2014 (англ. Mrs. of the Year 2014).
Катерина була членом журі конкурсів «Beauty Ukraine» ,«Перлина Країни Open» та «Mrs Globe Ukraine».
У 2016 році проводить перший конкурс The Best Kids of Ukraine та у 2017 перший Miss Bikini.

## Нагороди
| Конкурс          | Титул                                   | Рік  |
| ---------------- | --------------------------------------- | ---- |
| Mrs. Globe 2014  | Mrs. of the Year 2014 (Місіс Року 2014) | 2014 |
| Міс Вінниця 2001 | Віце-міс                                | 2001 |